# Piaggio Sfera
A Piaggio Sfera é uma das primeiras scooters com transmissão automática produzidas pela Piaggio. Apresentada em em 1990, ladeava a Vespa na gama de motociclos da marca. A segunda série foi produzida de 1995 a 1998. Na primeira série estavam disponíveis duas versões, de 50 e 80 cm³. Na segunda série, foi introduzido um novo motor de 125 cm³, o primeiro motor de quatro tempos fabricado pela Piaggio.

## Primeira Série (1991-1995)
A sua introdução no mercado foi uma pequena revolução. Em pouco tempo, a Sfera alcançou bastante sucesso, sobretudo pela sua simplicidade, aliando um design inovador e linhas limpas a uma mecânica fiável, com refrigeração a ar e duplo travão a tambor. Em 1992 a oferta ampliou-se com a Sfera 80. Em 1994, a Sfera foi submetida a um restyling e a gama foi reduzida à versão de 50 cm³.

## Segunda Série (1995-1998)
Uma edição completamente nova da Sfera foi introduzida em 1995. Juntamente com o motor de 50 cm³, fez sua a estreia com o novo motor de quatro tempos de 125 cm³. Ambas as versões possuíam ligeiras diferenças, nomeadamente um banco maior e o descanso. Manteve-se inalterada até que em 1998 deixou de ser produzida sem posterior substituição.